# Shannonomyia (Shannonomyia) feriata
Shannonomyia (Shannonomyia) feriata is een tweevleugelige uit de familie steltmuggen (Limoniidae). De soort komt voor in het Neotropisch gebied.